# 民生渠 (内蒙古)
民生渠，位于中华人民共和国内蒙古自治区包头市和呼和浩特市的一条灌溉渠。最初是中华民国绥远省1928年开始为开发土默川平原而兴建的引黄灌溉工程，1931年6月举行竣工典礼。经过多次改扩建后，如今民生渠自包头市东河区磴口通过扬水站引黄河水，至土默特右旗大城西村分出跃进渠前也称总干渠，向东横穿土右旗后至土默特左旗西部的哈素海，经哈素海退水渠将黄河水重新汇入黄河。

## 历史

### 民国时期

民生渠平面略图

绥远地区气候干燥，经常发生旱灾。1921年之前，当地士绅便倡议在萨拉齐县和托克托县开挖灌渠，并参照河套地区引水灌溉的方法取得了一些成果。更加坚定要开挖灌渠的当地士绅聘请王同春勘测渠道一遍着手施工，但因政局变动和战事影响，最终事与愿违未能开工。
1926年开始，土默川平原连续三年大旱，因降雨量稀少，大地龟裂，寸草不生，遭遇空前旱灾，灾民充斥，路有饿殍。因为旱灾不见停止，地方人士发起开渠救灾的呼吁。1928年绥远省成立，经首任省政府主席李培基倡议，省政府于1928年7月成立救灾赈务委员会，决定以工代赈在土默川平原开挖引黄河水灌溉的灌渠。原计划以土法开渠，以“兴修水利，为民谋生”定名为“民生渠”。救灾赈务委员会选派王同春等技术人员前往萨拉齐县镫口村一带勘测渠道工程，经过两次勘测，决定镫口村附近黄河上开口，向东开挖97.5公里长干渠，至高家野场（又称后野场，今属呼和浩特市土默特左旗境）入大黑河河道，而后折向东南经托克托县入黄河，共需开挖土方540万立方米，计划灌田2.5万顷。计划开支工程费75万元，工款来源包括平绥铁路附加赈款，绥远省烟亩罚款附加赈款，以及國民革命軍北路總司令阎锡山筹发的急赈等，合计集资20余万元，其中四分之一用于工赈（既开支民工工资）。萨拉齐县地形与河套地区不同，地高河低，引水困难，王同春等人多次实地勘测，选择合理地形设计渠道，并立下木桩标志。1928年10月，组织2000余名灾民正式开工。开工一年耗费工程款项六七万元，因经费困难被迫停工。
1929年6月，经绥远省政府、省建设厅派人多次与中国华洋义赈救灾总会商谈，双方签订《萨托民生渠合同》。商定由华洋义赈会垫款补助开凿民生渠，从1929年7月1日起，由义赈会重组民生渠工程处主持民生渠施工；工程处主任由义赈会总干事艾德敷担任，总工程师由塔德担任。华洋义赈会没有采用王同春原设计的渠道线路，重新设计渠道线路施工。当时在上海公共租界工部局任职的新西兰教育家路易·艾黎曾在1929年夏天利用假期去萨拉奇帮助华洋义赈会组织修建民生渠的工作。1931年4月，因干渠支渠难以按时完工，地方抽调驻军4000人协助突击施工。1931年6月22日，民生渠举行竣工典礼，此时干渠已基本建成，典礼由义赈会民生渠工程处主持，邀请全国各地宾客参加，因黄河当时的水位低，未能开闸放水。1932年冬，大部分工程完成，自1928年开工以来工花费80余万元。共计兴修干渠约120余里，渠口宽95尺，深12尺，底宽56尺，渠尾宽40尺，深1尺，底宽37尺，并兴修桥梁12座。1933年，虞振镛出任中国华洋义赈会绥远民生渠水利委员会委员兼总干事。
因原设计欠当及施工质量低劣，加上管理不力，放水后渠道进水不畅，淤积严重，仅灌溉5万余亩，且经常发生决口，如1934年8月，民生渠因黄河涨水和山洪暴发被冲断6处，周边大片土地被浸泡两月之久。至1935年秋，黄河高水位时，民生渠曾灌田2000余顷。后因抗日战争全面爆发，后续修建工作停顿。1943年7月，侵华日军调集重兵进攻黄河南岸达拉特旗境内的昭君坟等地，防守昭君坟及黄河南岸的国军部队派自卫军五路司令郭长青率部渡过黄河，在包头附近黄河北岸炸开决口，漫出的黄河水淹没了民生渠南至河堤的大片土地，一直淹到托县一带。

### 人民共和国时期

土默特右旗河流灌渠图

1956年，修复民生渠临时灌溉工程，1957年竣工。1957年春、秋两季便浇地0.94万公顷。经1956年至1957年的修复利用，民生渠仍为无坝自流引水，灌区用水需要得不到满足。
1958年3月，萨拉齐县政府决定开挖跃进渠和修建民生渠扬水站。跃进渠由民生渠管理所的雷有德和朱元鹏负责设计、施工，设计灌溉面积为2067万公顷。自1958年3月10日开工，4月底完工，5月引水灌溉，动员民工1万余人，完成土方310万立方米。跃进渠从民生渠口上游开口至大城西村与民生渠干渠交叉，入哈素海泄洪渠，全长59.86公里。民生渠临时电力扬水灌溉及自流灌溉扩建工程则由内蒙古水设院郑文会、张荫椿负责规划设计，由内蒙古水利厅工程总队负责施工，于1958年10月完工运行。在磴口乡官地村建扬水站，安装10台卧式混流水泵，总装机365千瓦，净扬程3.9～4.4米，总抽水流量3.2立方米每秒。引水口位于民生渠灌区引水口的东侧，引水口进水涵洞下游100米处修建有沉沙渠2条，进水涵洞以南修建防洪堤1道。扬水干渠布设在民生渠灌区总干渠的南侧与总干渠平行，从官地村至小巴拉盖全长12.7公里，可以为民生渠灌区南一至六支渠北一、二支渠供水。同时，为增加民生渠灌区的流量，自流灌溉区的渠首段被扩宽，全长13公里，挖深0.5米，劈宽1米。进水流量从14.5立方米每秒增加到22立方米每秒，另外还新建2座节制闸和8座支渠进水闸。扩建后，设计自流灌溉面积为1万公顷。后因黄河河道变迁，不能正常灌溉而被废弃。
呼和浩特市土默特左旗西部的哈素海是土默川上的低洼地形成的湖泊，原本流经哈素海西南的民生渠在1962年被当地政府贯通到哈素海，为哈素海引入黄河水，形成了黄河水、天然降水、大青山沟水共同补给哈素海的情况，哈素海正式形成。
民生渠灌区在改扩建后成为内蒙古自治区水利厅直管的镫口扬水灌区，镫口扬水灌区由总干渠、民生渠、跃进渠和哈素海四个灌域组成。